# IG-88
IG-88 es un personaje ficticio del universo de Star Wars. Es un droide cazarrecompensas.

## Historia
Inicialmente IG-88 era un droide de protocolo, hasta que se rebeló con su amo, matándolo. Escapó para convertirse después en cazarrecompensas. Aparece en El Imperio Contraataca, cuando Darth Vader convocó a muchos cazarrecompensas para atrapar a Han Solo. Entre otros, acudieron además Dengar, Boba Fett,Bossk, 4-LOM y Zuckuss.
IG-88 fue directamente a Bespin, pero el que logró la misión fue Boba Fett. En el camino hacia Jabba el Hutt, él y Fett, en sus respectivas naves, pelearon por obtener a Solo, congelado en ese momento, pero IG-88 salió perdiendo y Boba Fett fue el que cobró la recompensa dada por Jabba.

## Curiosidades
En el videojuego Half-Life: Opposing Force, Shepard ve a un guardia de seguridad preguntándole a un científico: "¿Has visto el nuevo IG-88?
- Datos: Q2339213